# Josep Seguer
Josep Seguer (Parets del Vallès, 1923. május 6. – Reus, 2014. január 1.) válogatott spanyol labdarúgó, hátvéd, edző.

## Pályafutása

### Klubcsapatban
1942-ben mutatkozott be a spanyol élvonalban a Barcelona színeiben. Az 1942–43-as idényben kölcsönben szerepelt az EC Granollers együttesében. Összesen 14 élvonalbeli szezonon át játszott a katalán csapatban. 215 bajnoki mérkőzésen 38 gólt szerzett. A Barca színeiben összesen 470 találkozón lépett pályára és 133 gólt ért el. Tagja volt a Cinc Copes (Öt kupa) csapatnak, amely az 1952–53-as idényben öt címet nyert el. 1957 és 1959 között a Real Betis, 1959 és 1961 között a CE Manresa játékos-edzője volt. Játékos pályafutását 1961-ben 38 évesen fejezte be.

### A válogatottban
1952-ben négy alkalommal szerepelt a spanyol válogatottban. 1952. június 1-jén Madridban debütált egy Írország elleni barátságos mérkőzésen, ahol 6–0-s spanyol győzelem született.

### Edzőként
1961 és 1983 között edzőként tevékenykedett a spanyol labdarúgás különböző szintű bajnokságaiban. A Barcelona amatőr csapatánál kezdte főállású edzői pályafutását. Vezetőedzőként dolgozott a Betis, az UE Lleida, a Barcelona, az FC Barcelona B és a Terrassa FC csapatainál. A Barcelona első csapatánál mint megbízott vezetőedző dolgozott Salvador Artigas és az angol Vic Buckingham megbízatása között 1969 végén. Ebben az időszakban 13 hivatalos mérkőzésen irányította a csapatot, amiből hatot nyert meg a Barca, köztük az utolsót, 1969. december 28-án hazai környezetben a Real Madrid ellen 1–0-ra.

## Sikerei, díjai

### Játékosként
FC Barcelona
- Spanyol bajnokság
  - bajnok: 1944–45, 1947–48, 1948–49, 1950–51, 1952–53
- Spanyol kupa
  - győztes: 1951, 1952, 1953
- Eva Duarte kupa
  - győztes: 1945, 1948, 1952, 1953
- Latin kupa
  - győztes: 1949, 1952

 Real Betis
- Spanyol bajnokság (másodosztály) – Segunda División
  - bajnok: 1957–58